# Campionati europei di concorso completo 1967
I Campionati europei di concorso completo 1967 si sono svolti a Punchestown, nei dintorni di Naas, in Irlanda.

## Podi
| Evento           | Oro          | Argento         | Bronzo         |
| Gara individuale | Eddie Boylan | Martin Whiteley | Derek Allhusen |
| Gara a squadre   | Regno Unito  | Irlanda         | Francia        |

## Medagliere
| Posiz. | Nazione     | Oro | Argento | Bronzo | Totale |
| ------ | ----------- | --- | ------- | ------ | ------ |
| 1      | Regno Unito | 1   | 1       | 1      | 3      |
| 2      | Irlanda     | 1   | 1       | 0      | 2      |
| 3      | Francia     | 0   | 0       | 1      | 1      |
| Totale | Totale      | 2   | 2       | 2      | 6      |